# 特異点 (数学)
数学において、特異性（とくいせい、英: singularity）とは、適当な枠組みの下で考えている数学的対象が「定義されない」「よく振舞わない」などと言ったことを理由に除外されること、もの、およびその基準である。特異性を示す点を特異点（とくいてん、singular point）という。
これに対して、ある枠組みの中で、よく振舞う (well-behaved) ならば非特異 (non-singular) または正則 (regular) であると言われる。

## 実解析における特異性
実解析においては、実函数に対してしばしば連続性を基準に取り、函数の連続性に関して正則な振舞いをする点を連続点、特異な振舞いをする点を不連続点と呼ぶ。実函数の不連続性には二つの種別があり、またそれぞれの種別はそれぞれ二通りに細分される。
第一種不連続点:
可除不連続点
跳躍不連続点
第二種不連続点:
無限不連続点
真性不連続点

## 複素解析における特異性
複素解析においては、複素函数に対してしばしば微分可能性あるいは解析性を基準として、正則性、特異性を論じる。
孤立特異点 (isolated singularity): 特定の点における函数の有界性からのズレを示すもの
可除特異点 (removable singularity)
極 (pole)
真性特異点 (essential singularity)
分岐点: 解析接続に関して一価の函数が多価性を示すこと

## 代数幾何における特異性
代数幾何における特異性は、多様体あるいは環の局所化が正則局所環とはならないこと。
fill in: 結節点、重複点、尖点、孤立点

## 函数方程式論における特異性
fill in: 確定特異点（正則特異点/フックス型特異点）、動く特異点

## 微分幾何における特異性
微分がランク落ちするような点を臨界点、フルランクの点を正常点とする